# Kees (hoorspel)
Kees is een tweedelig hoorspel van Peter Römer. De VARA zond het uit op woensdag 15 en 22 maart 1978, van 16:03 uur tot 16:40 uur. De regisseur was Ad Löbler.

## Rolbezetting
- Peter Römer (Kees)
- Dick Scheffer (vader)
- Maria Lindes (moeder)
- Joop van der Donk (De Veer)
- Floor Koen (Ome Jan)
- Guus van der Made (Paul)
- Gerrie Mantel (Ankie)
- Jan Wegter (de sociale werker)
- Cees Wijn (Flip)

## Inhoud
Kees is een werkloze jongen, pas van school af en vooreerst niet van plan zich zo gezagsgetrouw en serviel op te stellen als zijn WAO-vader. Deze laatste heeft zich letterlijk krom gewerkt bij en voor zijn vroegere baas. Zijn rug maakte hem het werk bij een transportbedrijf onmogelijk. Omdat Kees geen werk krijgt, besluit zijn vader te gaan praten bij zijn vroegere baas om een baantje voor zijn zoon los te krijgen. Dit lukt, maar de tijden zijn anders geworden. Kees is een kind van zijn tijd en weigert de verhoudingen in het bedrijf te nemen zoals ze waren en nog steeds zijn. Tegelijk speelt het generatieprobleem. Hij heeft voortdurend last met zijn ouders, die hem ’s avonds na half twaalf weer binnen willen hebben. De moeilijkheden op zijn werk komen zijn verhouding met zijn vriendinnetje Ankie ook niet ten goede…